# Cartier, Ontario
Cartier är en ort i Kanada.   Den ligger i provinsen Ontario, i den sydöstra delen av landet, 500 km väster om huvudstaden Ottawa. Cartier ligger 423 meter över havet och antalet invånare är 302.
Terrängen runt Cartier är platt, och sluttar söderut. Runt Cartier är det glesbefolkat, med 12 invånare per kvadratkilometer.. 
I omgivningarna runt Cartier växer i huvudsak blandskog.